# 東京カリ〜番長
東京カリ〜番長（とうきょうカリーばんちょう、Tokyo Curry Bancho）は、カレーをコミュニケーション・ツールとして「ハッピーな空間」を作ることを目標に活動している出張料理ユニットである。日本各地のイベントやクラブなどに出張し、創作カレーを販売。「二度と同じカレーは作らない」ことをポリシーとしている。

## 概要
水野仁輔が1999年に知り合いを数十人集めて公園でカレーを食べるというイベントを行った。その後、イベントは毎月一回のペースで都内各地の公園で開催された。その常連だったさっかりん、おしょう、SHINGO/3LDK、そして水野の4人によって2000年東京カリ〜番長が結成された。現在はメンバー数を増やし、14人となっている。

## メンバー
- リーダー／さっかりん
- 炊飯主任／おしょう。
- お祭り主任／ボンジュール・イシイ
- DJ主任／WARA（Asayake production）
- ムービー主任／たんのくん
- MUSIC主任／はと
- アメリカ主任／田丸尚稔
- 焼酎主任／テッカン
- バーテンダー主任／ともい
- 発酵主任兼ワーゲン主任／しもじー
- メロディー主任／中塚武
- 調理主任／ルウ善己
- パン主任／しまぱん
- ギター主任／田中義人

## OB
- クラフト主任／SHINGO/3LDK（〜2016）
- 貿易主任／Mr.ノグチ（〜2016）
- 調理主任／水野仁輔（〜2017）

## 略歴
1999年
- 9月25日、ごく親しい友人と公園でカレーを食べるパーティーを開催。水野仁輔（調理主任）と、おしょう（炊飯主任）でスタート。以後毎月1回東京23区の公園を1つずつ回るパーティーを始める（公園カリ〜のはじまり）。
- 『朝焼け番長』クラブイベント主宰DJ WARAへミックステープ依頼。後にカリ〜番長に加わりDJ主任となる。
- 1998年から展開していた『カレー展』デザイナーやイラストレーター、写真家などの各ジャンルのアーティストが『カレー』をテーマに作品と自前のカレーを持ち寄る企画展に参加。『カレー展』主宰のボンジュール・イシイとの出逢い。後にお祭り主任として合流する。

2000年
- 音楽を中心にしたイベント出版系のパーティーから参加依頼を受ける『出張カリ〜』を開始。
- クラブDJ・遊び仲間だったサッカリン（リーダー）、SHINGO（ex.DJ主任、現クラフト主任）がメンバー入り。音楽色が強まり、都内のクラブをカレーで荒らし始める。

2001年
- 『公園カリ〜』東京23区制覇。次の展開として、47都道府県行脚を開始。
- 有名著名人がカレーについて語る『俺カレー』をアスペクトより刊行。
- 東京カリ〜Project 2001『カレー展4／LOVE CURRY』開催＠後楽園遊園地ルナパークと東京ドームホテル（8/1-9/15）
- カレーCDの制作。第1弾：『カレーマニア』。第2弾：『CURRY BLOW』は、牧伸二、木村充揮等参加。
- 水野が個人的に開催した塩料理パーティにて、インド人クオーターのミスタ・ノグチ（現貿易主任）に出会う。彼が輸入しているガラムマサラが番長の定番アイテムへ。

2002年
- 47都道府県を巡る『出張カリ〜（全国版）』を積極的に行いつつ各種カレー活動も実施。
- 各地にご当地カリ〜番長が現れ始める。
- カリ〜番長がオススメするカレー店の店主インタビュー本『東京カリ〜番長の神様カレーguide150』を出版。
- 東京カリ〜番長リーダー決定トーナメント戦で、サッカリン（リーダー）優勝

2003年
- 番長活動のフィールドが徐々に拡大し、有名ショップのオープニングパーティや、企業のデモンストレーションブースに出張料理として参加。
  - 「スウォッチ（SWATCH）原宿店」
  - 「クイックシルバー（QUICK SILVER）渋谷店」
  - 「BROBA（ブローバ）［NTT-BBプロバイダ］」
- 成田亨没後初の回顧展オープニングセレモニーに参加。

2004年
- 初のレシピ本『東京カリ〜番長のザ★カレー』をブルースインターアクションズより刊行、各種番長活動。
- 氣志團ライブ（＠国立代々木競技場第一体育館）で、氣志團・出演者用ランチを担当。
- 映画「犬猫」のプロモーションイベントを企画演出。カレーを食べながら監督や出演者と共にトークショーを新宿・神戸で行う。
- 8月-9月オンエアの「みんなのうた」で放送された「フシギナチカラ」作詞／アニメ：ボンジュールイシイのアニメ映像制作を行う。東京カリ～番長のメンバーがイメージモデルである。ちょっぴり泣けるカレームービー。

2005年
- スープカレーキッチン」発売スープカレーブームが東京でも話題になり始める。
- 札幌カリ～番長主導の「まるごとカレー賛昧」「東京カレーバイブル」発売
- 東京カリ～番長カレーコンピレーションCD「HAPPY CURRY SOUL」をビクターエンタテインメントからリリース。ソウルミュージックをメンバー各自が5曲程度ずつ選曲。発売を記念して、タワーレコードでのPR用に、「NO CURRY NO LIFE」ポスター制作。本家「NO MUSIC NO LIFE」の箭内道彦がディレクション。
- 「カレーにまつわるカレーと関係ない話」がコンセプトのブログ「東京カリ～番長のブログカレー」スタート。

2006年
- 1000種類以上のレトルトカレーパッケージを紹介した「レトルトカレー図鑑」発売。
- 東京カリ～番長4人で手がけた初の書籍「ご当地カレー」発売。全国の特産品、名産物、郷土料理をカレーにアレンジしてレシピ提案をする内容。
- 東京カリ～番長「Non Air Radio SHOW　聴くカレー」CD制作。倉本美津留をゲストに迎え、POP音楽についてラジオトーク。POPカレーを食べながら、カレーと音楽とトークという組合せでの展開を新たな番長活動として開始。

2007年
- 東京カリ〜番長結成8年目を迎え企業コラボの商品開発や、ショッププロデュース等へ活動を広げる。
- NHK総合「ためしてガッテン」カレー特集を企画、出演。東京カリ～番長の極秘事項だった、「カレーを美味しくする4種の神器」を初公開。
- 美味しいカレー＝（素材＋だし）×スパイス＋隠し味からなる「カレーの法則」発売。
- カレールウと初めて真剣に向きあいその偉大さを思い知る、カレールウだけで作るカレーレシピを公開した「喝采!家カレー」発売。
- 東京カレーラボが小山薫堂と共同で東京タワー内にNEWコンセプトのカレー店をプロデュース。目標はパリのエッフェル塔にジャパニーズカレーの店を出店すること。
- カレー店初の試みとして、ラジオ番組との連動となるJ-WAVE「Dr.SPICE」で毎週ゲストに来るゲストにオリジナルカレーを振舞い、カレートークを行う。半年間で25人が招かれた。
- ドリトスから新規カレー味商品を開発・販売。第1弾は「カレー番長」ホットカレー味とリッチカレー味、第2弾は12月にキーマカレー味とチーズカレー味を相次いで発売。
- 東京カリ～番長8周年を迎える。

2008年
- 東京カリ〜番長結成9年目を迎え新メンバー4名（ミスタノグチ／wara／ボンジュール・イシイ／たんの社長）が加入。
- 六本木に、カリ〜番長監修カレーショップ《MagicCurry》を開店。
- 渋谷区円山町のバー《Bar NOI》に、カリ～番長リーダー・さっかりん監修NOIカレー（スパイシーチキンカレー・マイルド豚バラカレー・クリーミーえびカレー）レシピ提供。Bar NOIは円山町から青山に移転し、bar & curry noi[1]として営業中。

2009年
- 東京カリ〜番長結成10周年を迎え、原点回帰として新丸子の河川敷で周年イベントを開催。

2011年
- フジテレビワンツーネクストでレギュラー番組「カレー番長が行く!」が放送開始。全15回を約1年に渡り放送された。

2012年
- ポッドキャスト「東京カリ〜番長のM響アワー[2]」が配信開始。内容はリーダーと水野のカレーに関係ない無駄話とリスナーから寄せられたカレーの思い出を紹介する「カレーの思い出コレクター」の2部構成になっている。

2014年
- 東京カリ〜番長結成15周年を迎え新メンバー4名を公募。多数の応募者の中から「はと／田丸尚稔／テッカン／ともい」が加わる。

2016年
- Shingo/3LDKが東京カリ〜番長を脱退。水野仁輔、伊東盛と共にカレー将軍を立ち上げ。

2017年
- 水野仁輔が東京カリ〜番長を脱退。
- 新メンバー、「しもじー／中塚武／ルー善己」が加わり新たな12人体制に。

2018年
- 新メンバー、「しまぱん」が加わり13人体制に。

2019年
- 新メンバー、「田中義人」が加わり14人体制に。

2020年
- 渋谷のラジオ「土曜のカリ〜番長（Do You Know）」がオンエア開始。毎回ゲストを迎えるトークショー。2023年から毎週金曜日19：05〜19：50。
- Podcast「土曜のカリ〜番長（Do You Know）[3]」が、しまぱんの三茶スパークショーのコンテンツとしてスタート。しまぱんをホストにカリ〜番長メンバーによる雑談トークショー。

## 著書
水野仁輔および東京カリ〜番長名義で多くの著書が発表されている。
- 「東京カリ〜番長の神様カレーguide150」文藝春秋、2002年7月 ISBN 4163587209
- 「ハッピー・カリー・ソウル」（オムニバスCD） 2005/7/21 ビクターエンタテインメント）
- 「東京カリ〜番長がつくるご当地カレー47都道府県コレクション」（タツミムック）辰巳出版、2006年7月 ISBN 4777802876
- 「カレーになりたい!」理論社、2008年 ISBN 978-4-652-07835-8
- 「ニッポンカレー大全」小学館、2009年 ISBN 978-4-09-387862-3
- 「東京カリー番長のあしたのルウカレー」ブティック社、2012年 ISBN 978-4834771435
- 「世界一やさしいスパイスカレー教室」マイナビ出版、2016年6月 ISBN 978-4839959210
- 「ひとり分の極旨ルウカレー」笠倉出版社、2022年6月 ISBN 978-4773028461